# Código de Processo Civil de 1973
O Código de Processo Civil de 1973 (CPC/1973), também chamado de Código Buzaid, era a lei que regulamentava o processo judicial civil brasileiro até sua revogação em 2016.
Promulgada em 11 de janeiro de 1973, a Lei Federal nº 5.869/1973 ficou conhecida como Código Buzaid por ter tido como um de seus principais elaboradores o então ministro da Justiça Alfredo Buzaid, que depois seria ministro do Supremo Tribunal Federal.
Vigeu até o dia 18 de março de 2016, quando entrou em vigor o Novo Código de Processo Civil (Lei nº 13.105/2015).
O Código de Processo Civil de 1973 a exemplo do atual, continha todas as normas estritamente relacionadas aos processos judiciais de natureza civil, ou seja, aqueles fora dos âmbitos penal, tributário, trabalhista e eleitoral, entre outros. 

## Classificações do processo judicial
O processo judicial pode ser dividido em processo de conhecimento, processo cautelar  e processo de Execução.
O processo de conhecimento é aquele no qual o juízo é provocado para processar e julgar determinada pretensão. O processo de conhecimento é subclassificado em (i) declaratório, no qual busca-se apenas ver declarada a existência ou inexistência de relação jurídica; (ii) condenatório, no qual busca-se a declaração da existência de relação jurídica e punição do réu; e (iii) constitutivo, no qual a sentença constitui e modifica uma relação jurídica substancial.
O processo cautelar busca garantir, em casos excepcionais nos quais há comprovada urgência, a eficácia dos processos de conhecimento ou de execução. Por isso, ele é auxiliar, subsidiário, instrumental e provisório. Dependendo do caso, ele pode ser requerido anteriormente ou incidentalmente ao processo de conhecimento.
O processo de Execução consiste na realização de providências judiciais para dar cumprimento a título executivo extrajudicial que reconheça a existência de obrigação a ser cumprida. O cumprimento de obrigação determinada em sentença judicial não é promovido por meio de processo de Execução, mas sim no próprio processo no qual ela foi proferida.

## Utilização do Código de Processo Civil de 1973 no processo do trabalho
O art. 769 da CLT determina e ao mesmo tempo delimita a aplicação do caderno processual civil no trâmite das demandas submetidas à Justiça Especializada do Trabalho.
Esse artigo estabelece que a aplicação da lei processual civil no direito do trabalho está condicionado a dois requisitos:
(I) a CLT deve ser omissa quanto àquele procedimento;
(II) o conteúdo da norma subsidiária não pode ferir os princípios que regem o direito do trabalho.